# 星野涼子
星野 涼子（ほしの りょうこ、1984年8月30日 - ）は福島県出身のタレント。血液型O型。横浜市立大学国際文化学部卒業。身長160cm、血液型O型。アストラル。

## 人物
- 1995年『天才てれびくん』内で結成されたクリス&CHUCHUクラブにキーボードとして参加。
- 芸名が一時は涼音（りおん）になったが元に戻る。韓国大好きっ子で、あだ名はRYOKOREAN（りょうこりあん）。
- 所属：ジュニアコマーシャルタレント→アストラル（2005年移籍）
- 2007年10月、『明石家さんちゃんねる』専属アナウンサーオーディションにおいて、1000人以上の応募者の中から選ばれる。
- 2009年3月より『山本耕史“スイートJAM”』（BSジャパン）内にて月1〜2回放送されるインフォマーシャルコーナーを担当。

## 経歴

### テレビ
- 天才てれびくん （1995年〜1999年、NHK教育）
- モグモグGOMBO（1996年、日本テレビ）
- ポンキッキーズ（1996年〜1999年、フジテレビ） - リトルラビッツ ライラ 役
- 明石家さんちゃんねる（2007年10月～2008年4月、TBS）- 専属女子アナウンサー
- 全力坂（2007年10月18日・10月25日、テレビ朝日）
- 検定ジャポン不思議検定員（2008年5月2日、フジテレビ）
- 海外競馬中継（2012年、グリーンチャンネル）
- 中央競馬全レース中継（2013年1月～2015年12月 、グリーンチャンネル） - 日曜午前担当キャスター

### ドラマ
- 裸の大将〜宮崎篇〜宮崎の鬼が笑うので〜（2008年5月24日、フジテレビ）
- Around40〜注文の多いオンナたち〜（2008年4月〜6月、TBS）
- ケータイ劇場 hito-koma（2009年8月、NHKワンセグ2）

### 映画
- 夏時間の大人たち（1997年）
- 個人的なシュプレヒコール（2007年）

### 舞台
- PROPAGANDA STAGE 青春時代+（2005年4月、東京芸術劇場小ホール1） 羽澤仁美役
- ザ・ミッドナイトサスペンス「フジテレビ殺人事件」（2007年）

### CM
- いちかわケーブルネットワーク（2007年）
- タケダタケダのユーグレナ 緑の習慣 DHA・EPA（2017年）

### その他
- prolog
- ビッグコミックスピリッツ表紙巻頭グラビア（2007年 No.49）
- コムスン（2005年）企業VTR
- ターフトピックス（グリーンチャンネル、競馬場内ターフビジョン他、2011年 - 2012年）